# مارکو ساویچ (بازیکن واترپلو)
مارکو ساویچ (انگلیسی: Marko Savić؛ زادهٔ ۱۱ ژانویهٔ ۱۹۸۱) بازیکن واترپلو صرب‌تبار اهل آلمان بود.